# Seila adamsii
Seila adamsii is een slakkensoort uit de familie van de Cerithiopsidae. De wetenschappelijke naam van de soort werd voor het eerst geldig gepubliceerd in 1845 door H.C. Lea als Cerithium adamsii.

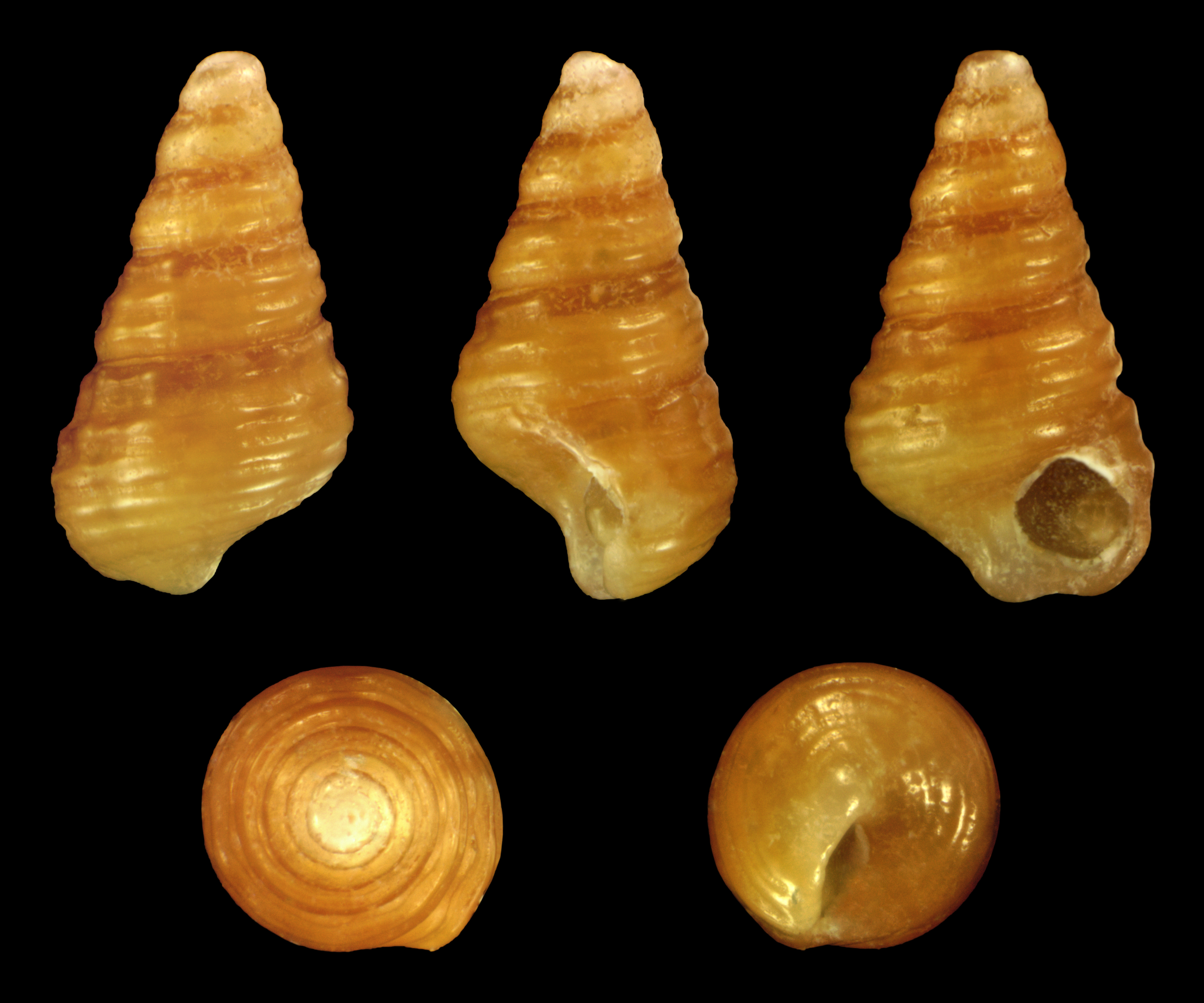
Jeugdig